# Heliciopsis henryi
Heliciopsis henryi là một loài thực vật có hoa trong họ Quắn hoa. Loài này được (Diels) W.T. Wang miêu tả khoa học đầu tiên năm 1956.